# Something Borrowed/幸せのジンクス
『Something Borrowed/幸せのジンクス』（サムシングボロウド しあわせのジンクス、Something Borrowed）は2011年のアメリカ合衆国のロマンティック・コメディ映画。監督はルーク・グリーンフィールド、出演はジニファー・グッドウィンとケイト・ハドソンなど。
原作はエミリー・ギフィンの2005年の小説『サムシング・ボロウ』で、花嫁が結婚式で「何か借りたもの（Something Borrowed）」を身につけると幸せになれるとの伝承をモチーフにしている。原作は日本では2009年に宙出版のオーロラブックスから発売し、また2011年に同社のエメラルドコミックス ロマンスコミックスにてコミカライズもされた。
日本では劇場未公開だが、2012年8月26日にWOWOWで放送されたほか、Amazonプライム・ビデオで配信されている。

## キャスト
レイチェル・ホワイト
演 - ジニファー・グッドウィン
弁護士事務所勤務。おとなしい性格で常に周りに気を遣ってばかりいる。ダーシーにコンプレックスを抱いており、6年前、想いを寄せていたデックスをダーシーに紹介してしまったが、今でもデックスを愛している。
ダーシー・ローヌ
演 - ケイト・ハドソン
レイチェルと双子の姉妹のように育った幼なじみの親友。自由奔放な性格で周りを振り回す。
デックス・セラー
演 - コリン・エッグレスフィールド
ダーシーの婚約者。法科大学院在学中に知り合ったレイチェルに想いを寄せていたが、6年前、彼女からダーシーを紹介されたことでレイチェルへの想いを諦めていた。両親の期待に応えることを優先し、自分の気持ちを押し殺してしまう性格。
イーサン
演 - ジョン・クラシンスキー
レイチェルとダーシーの幼なじみでレイチェルの良き相談相手。クレアからの猛アタックに困っている。レイチェルとデックスの関係に気付く。
マーカス
演 - スティーヴ・ハウイー
デックスの幼なじみ。悪い男ではないが奔放で軽薄な性格。レイチェルにアプローチするが相手にされない。
クレア
演 - アシュレー・ウィリアムズ
レイチェルたちの友人。イーサンに猛アタック中。

## 作品の評価
Rotten Tomatoesによれば、批評家の一致した見解は「ケイト・ハドソンとジョン・クラシンスキーの確かな演技にもかかわらず、『Something Borrowed/幸せのジンクス』はタイトル通りの不快な失敗作である。」であり、117件の評論のうち高評価は15%にあたる17件で、平均点は10点満点中3.98点となっている。
Metacriticによれば、30件の評論のうち、高評価は1件、賛否混在は19件、低評価は10件で、平均点は100点満点中36点となっている。